# Олександрівка (Любашівська селищна громада)
Олекса́ндрівка — село Любашівської селищної громади Подільського району Одеської області України. Населення становить 276 осіб.

## Історія
Під час Голодомору 1932—1933 років помер щонайменше 1 житель села.
Колишній орган місцевого самоуправління — Сергіївська сільська рада.
12 червня 2020 року, відповідно до Розпорядження Кабінету Міністрів України від № 724-р «Про визначення адміністративних центрів та затвердження територій територіальних громад Одеської області», увійшло до складу Любашівської селищної громади.
19 липня 2020 року, в результаті адміністративно-територіальної реформи і ліквідації Любашівського району, село увійшло до складу новоутвореного Подільського району.

## Населення
Згідно з переписом УРСР 1989 року чисельність наявного населення села становила 268 осіб, з яких 121 чоловік та 147 жінок.
За переписом населення України 2001 року в селі мешкало 276 осіб.

### Мова
Розподіл населення за рідною мовою за даними перепису 2001 року:
| Мова       | Відсоток |
| ---------- | -------- |
| українська | 89,86 %  |
| молдовська | 9,06 %   |
| російська  | 1,09 %   |